# Actinolèpids
Els actinolèpids (Actinolepidae) són una família extinta de peixos placoderms que visqueren al període Devonià inferior.